# یوگنی خالدی
یوگنی خالدی (روسی: Евгений Ананьевич Халдей؛ 23 march [سبک قدیمی: 10 march] 1917 – ۶ اکتبر ۱۹۹۷) عکاس، عکاس جنگ، روزنامه‌نگار، و پرسنل نظامی اهل دولت موقت روسیه بود.
وی همچنین برندهٔ جوایزی همچون مدال دفاع از قفقاز، مدال تسخیر وین، مدال دفاع از سواستوپول، مدال تسخیر بوداپست، مدال تسخیر برلین، و مدال آزادسازی بلگراد شده‌است.